# Comitato di Beszterce-Naszód
Il comitato di Beszterce-Naszód (in ungherese Beszterce-Naszód vármegye, in romeno Comitatul Bistriţa-Năsăud, in latino Comitatus Bistriciensis et Naszodiensis) è stato un antico comitato del Regno d'Ungheria, situato nell'attuale Romania settentrionale. Capoluogo del comitato era Beszterce, oggi nota col nome romeno di Bistrița.

## Geografia fisica
Il comitato di Beszterce-Naszód confinava con i territori austriaci di Galizia e Bucovina e col Regno di Romania, nonché con gli altri comitati di Máramaros, Szolnok-Doboka, Kolozs, Maros-Torda e Csík.
Geograficamente gran parte del suo territorio era occupato dai rilievi dei Carpazi e corrispondeva al bacino idrografico del fiume Beszterce/Bistriţa.

## Storia
Il comitato venne formato nel 1876 mediante l'unione del comitato di Beszterce con parte del comitato di Doboka e rimase ungherese finché il Trattato del Trianon (1920) non lo assegnò alla Romania. Rioccupato dall'Ungheria nel 1940 in seguito al Secondo Arbitrato di Vienna, dopo la seconda guerra mondiale venne restituito alla Romania.